# Аксьонов Олександр Михайлович
Аксьо́нов Олекса́ндр Миха́йлович (*12 липня 1918, місто Іжевськ — †16 жовтня 1943, село Верхньокам'яниста) — гвардії старший лейтенант, Герой Радянського Союзу.
З 1934 року жив у Новосибірську. Закінчив Новосибірський технікум радянської торгівлі, потім Читинське військове піхотне училище. Брав участь у німецько-радянській війні з лютого 1943 року на Північно-Західному та Степовому фронтах. Командир стрілецької роти 6-о гвардійського повітряно-десантного стрілецького полку 1-ї гвардійської повітряно-десантної дивізії 37-ї армії.
Відзначився 15 жовтня 1943 року при прориві сильно укріпленої оборонної смуги супротивника в районі села Лихівка Дніпропетровської області. Загинув 16 жовтня біля села Верхньокам'яниста при відбитті контратаки німецьких «тигрів». Похований в селі Михайлівка П'ятихатського району Дніпропетровської області. Нагороджений орденом Леніна 22 лютого 1944 року посмертно.